# Nobuo Aoyagi
Nobuo Aoyagi (青柳信雄, Aoyagi Nobuo) (27 mars 1903 - 17 mai 1976) est un réalisateur et producteur de cinéma japonais.

## Biographie
Né dans la préfecture de Kanagawa, Nobuo Aoyagi fréquente l'université Meiji mais la quitte avant d'être diplômé. Il travaille dans la troupe du théâtre Zenshinza avant de rejoindre les studios Tōhō en 1937. Il débute comme réalisateur en 1940 avec Torazō no Aragamiyama. Il se fait connaître dans les années 1950 grâce à ses adaptations de manga au cinéma : la trilogie Rakugo nagaya (1954) et la série Sazae-san d'après le personnage Sazae-san créé par Machiko Hasegawa. Il participe également à la production de la série Mito Kōmon (en) à la télévision.
Nobuo Aoyagi a réalisé près de 90 films entre 1940 et 1964.

## Filmographie partielle

### Réalisateur

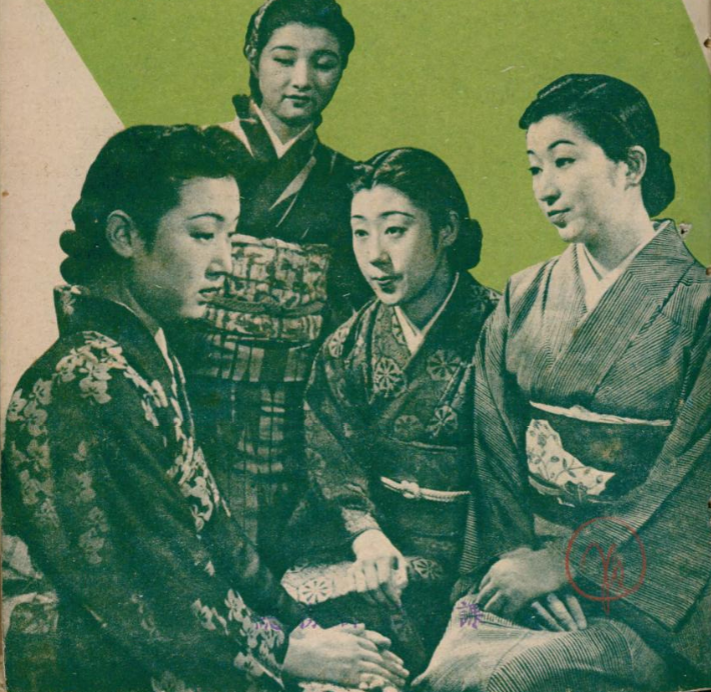
De g. à d. : Hisako Yamane, Hideko Takamine, Isuzu Yamada et Takako Irie dans Yottsu no kekkon (1944).

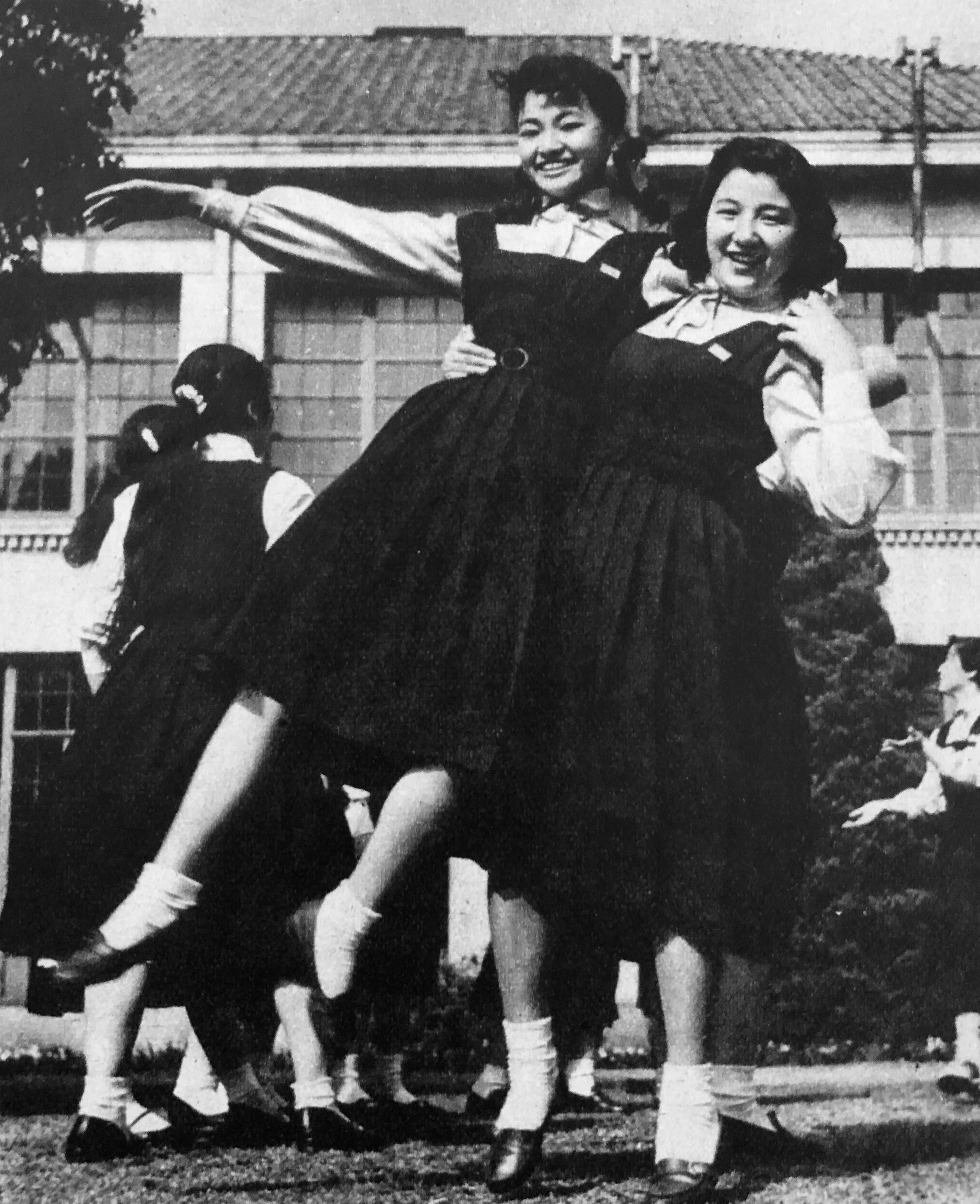
Izumi Yukimura et Kyōko Aoyama dans Seifuku no otome-tachi (1955).

Affiche de Chakkari fujin to Ukkari fujin: Fūfu goenman no maki (1956).

#### Années 1940
- 1940 : Torazō no Aragamiyama (虎造の荒神山?)
- 1940 : Musume jidai (娘時代?)
- 1941 : Enoken no kinta uridasu (エノケンの金太売出す?)
- 1941 : Wagaya wa tanoshi (我が家は楽し?)
- 1942 : Koharu kyōgen (小春狂言?)
- 1943 : Ai no sekai: Yamaneko Tomi no hanashi (愛の世界 山猫とみの話?)
- 1943 : Heiroku yume monogatari (兵六夢物語?)
- 1944 : Yottsu no kekkon (四つの結婚?)

#### Années 1950
- 1952 : Muntinlupa no yo wa fukete (モンテンルパの夜は更けて?)
- 1953 : Ai no sakyū (愛の砂丘?)
- 1953 : Ginjirō no kataude (銀二郎の片腕?)
- 1954 : Rakugo nagaya wa hanazakari (落語長屋は花ざかり?)
- 1954 : Natsumatsuri rakugo nagaya (夏祭り落語長屋?)
- 1954 : Rakugo nagaya o bake sōdō (落語長屋お化け騒動?)
- 1954 : Shin Kurama Tengu: Daiichi wa: Tengu shutsugen (新鞍馬天狗 第一話 天狗出現?)
- 1954 : Shin Kurama Tengu: Daini wa: Azuma-dera no kettō (新鞍馬天狗 第二話 東寺の決闘?)
- 1955 : Seifuku no otome-tachi (制服の乙女たち?)
- 1955 : Geisha Konatsu: Hitori neru yo no Konatsu (芸者小夏 ひとり寝る夜の小夏?)
- 1955 : Hatsukoi sannin musuko (初恋三人息子?)
- 1955 : Kaette kita waka danna (帰って来た若旦那?)
- 1955 : Aoi kajitsu (青い果実?)
- 1956 : Chakkari fujin to Ukkari fujin: Fūfu goenman no maki (ウッカリ夫人とチャッカリ夫人 夫婦御円満の巻?)
- 1956 : Hanayome kaigi (花嫁会議?)
- 1956 : Chiemi no hatsukoi chacha musume (チエミの初恋チャチャ娘?)
- 1956 : Narazu-mono (ならず者?)
- 1956 : Gojū nenme no uwaki (五十年目の浮気?)
- 1956 : Wakōdo no gaika (若人の凱歌?)
- 1956 : Sazae-san (サザエさん?)
- 1956 : Tenten musume (てんてん娘?) (film en deux parties)
- 1957 : Oshaberi shachō (おしゃべり社長?)
- 1957 : Jirochō gaiden: Haikagura no Santarō (次郎長意外伝 灰神楽の三太郎?)
- 1957 : Jirochō gaiden: Ōabare Santarō gasa (次郎長意外伝 大暴れ三太郎笠?)
- 1957 : Zoku Sazae-san (続・サザエさん?)
- 1957 : Ikiteiru Koheiji (生きている小平次?)
- 1957 : Daigaku no samurai-tachi (大学の侍たち?)
- 1957 : Hanayome wa matte iru (花嫁は待っている?)
- 1957 : Sazae-san no seishun (サザエさんの青春?)
- 1958 : Sazae-san no kon'yaku ryokō (サザエさんの婚約旅行?)
- 1958 : Dai Edo sen ryōsai (大江戸千両祭?)
- 1959 : Oku-sama sanbagarasu (奥様三羽烏?)
- 1959 : Daigaku no nijuhachin (大学の２８人衆?)
- 1959 : Yari hitosuji Nippon hare (槍一筋日本晴れ?)

#### Années 1960
- 1960 : Sazae-san to epuron obasan (サザエさんとエプロンおばさん?)
- 1961 : Fuku no kami: Sazae-san ikka (福の神 サザエさん一家?)
- 1961 : Ganbā kachō (ガンバー課長?)
- 1962 : Kanpai! Sararīman shokun (乾杯！サラリーマン諸君?)
- 1962 : Kumo no ue Dangorō ichiza (雲の上団五郎一座?)
- 1962 : Fūryū onsen: Bantō nikki (風流温泉 番頭日記?)

### Producteur
- 1939 : Hana tsumi nikki (花つみ日記?) de Tamizō Ishida